# Acanthobodilus immundus
Acanthobodilus immundus är en skalbaggsart som beskrevs av Christian Creutzer 1799. Acanthobodilus immundus ingår i släktet Acanthobodilus och familjen Aphodiidae. Inga underarter finns listade i Catalogue of Life.